# سیارک ۲۵۷۱۱
سیارک ۲۵۷۱۱ (به انگلیسی: 25711 Lebovits، نامگذاری:2000AE152)۲۵۷۱۱مین سیارک کشف شده‌است که در ۰۸ ژانویه ۲۰۰۰ کشف شد.